# Seleção Australiana de Rugby Union
A Seleção Australiana de Rugby Union é a equipe que representa a Austrália no rugby union mundial, a equipe recebeu o apelido de Wallabies  — ou mais recentemente, por conta de regras de patrocínio Qantas Wallabies  — em homenagem ao marsupial Wallaby que é encontrada naquele país. Os australianos são bicampeões mundias de rugby union, mas mesmo assim estão atrás dos All Blacks da Nova Zelândia, seus maiores rivais por conta da proximidade entre os dois países.

## História
Com o primeiro jogo internacional realizado em 1899, sem uma identidade ou mesmo federação que a regulamentasse (a Austrália só se tornaria independente em 1901), os jogadores se apresentaram com as cores do estado em que foram realizados os jogos (Queensland e Nova Gales do Sul). No início da década de 1900, a União Australiana de Rugby passou a procurar por um uniforme apropriado para representar o país. De 1908 a 1912, o emblema de uma waratah (uma flor) foi predominantemente utilizado, com "Australia" escrito embaixo (ou simplesmente um "A"). Já que a União de Rugby de Nova Gales do Sul era a mais importante, os uniformes eram na maioria das vezes azuis, com a waratah.
Em 1928, as uniões de Nova Gales do Sul e Queensland concordaram que "As cores representativas não-oficiais da Austrália, verde e dourado deveriam ser adotadas". No ano seguinte, os All Blacks fizeram um amistoso contra os wallabies. Os australianos jogaram com um uniforme verde esmeralda com o brasão de armas do país e meias verdes com barras no topo. O uniforme continuou o mesmo, com pequenas variações, principalmente nos anos 1930. Em 1961 um uniforme dourado foi utilizaso num tour pela África do Sul, e o dourado permanece desde então.

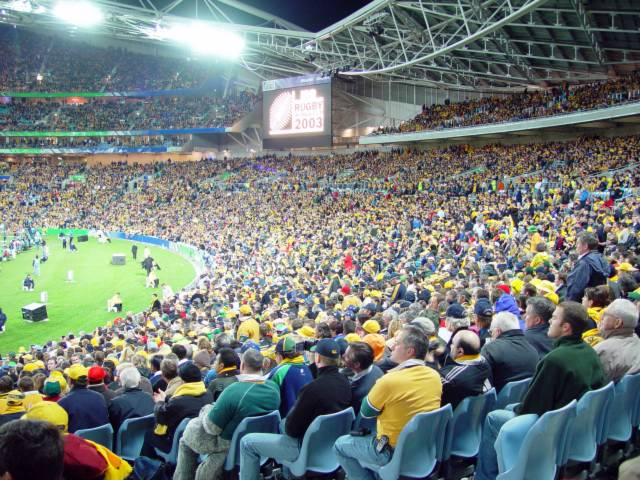
Jogo de abertura da Copa do Mundo de Rugby Union, no Estádio Telstra, em Sydney, 2003.

No fim de 2005, antes de um tour no Reino Unido e França, a União Australiana de Rugby lançou um novo uniforme para os Wallabies. A nova roupagem foi desenhada após a consulta de vários jogadores, fãs e figuras do rugby union australiano. A principal mudança foi a remoção das argolas verdes das mangas. No entanto, as laterais e a parte interna da manga receberam a cor verde . O verde foi posto para facilitar os movimentos.

## Estádio
Os Wallabies jogam geralmente no ANZ Stadium (um estádio especial para o rugby league ), estádio em que bateram um recorde ao receber os All Blacks com o público de 109 874 espectadores. Os australianos bateram recordes de público em outros estádios como: Domo Telstra, em Melbourne, com 54 868 espectadores contra a Inglaterra e no Estádio Suncorp, em Brisbane com 52 498. O Estádio Telstra foi palco da final da Copa do Mundo de 2003 contra a Inglaterra, em que a Austrália perdeu, no tempo extra, após o drop goal do inglês Jonny Wilkinson.
Outros estádios foram constantemente utilizados em jogos dos Wallabies, incluindo o Sydney's Concord Oval e o Sydney Cricket Ground (SCG) e Sports Ground em Sydney, além do Estádio Ballymore e Exhibition Ground em Brisbane. Foi o SCG que recebeu o primeiro jogo internacional contra o Reino Unido, em 1899.

## Competições

### Copa do Mundo de Rugby Union
Em contrapartida, os australianos são os maiores vencedores de Copas do Mundo, sendo bicampeões. Duas edições foram realizadas no país, uma em 1987 em conjunto com a Nova Zelândia, e em 2003 onde perdeu a final para os ingleses.
| Resumo na Copa do mundo: = Vitória - Empate - Derrota |                |                          |                  |            |                |       |
| Ano                                                   | Lugar          | 1 Turno                  | Quartas-de-final | Semifinais | Terceiro lugar | Final |
| 1987                                                  | 4°             | 19-6; 47-12; 42-23       | 33-15            | 24-30      | 21-22          |       |
| 1991                                                  | Campeã         | 32-19; 9-3; 38-3         | 19-18            | 16-6       |                | 12-7  |
| 1995                                                  | 5°             | 18-27; 27-11; 42-3       | 22-25            |            |                |       |
| 1999                                                  | Campeã         | 57-9; 23-3; 55-19;       | 24-9             | 27-21      |                | 35-12 |
| 2003                                                  | Vice-Campeã    | 24-8; 90-8; 142-0; 17-16 | 33-16            | 22-10      |                | 17-20 |
| 2007                                                  | 6°             | 91-3; 32-20; 55-12; 37-6 | 10-12            |            |                |       |
| 2011                                                  | Terceiro lugar | 32-6; 6-15; 67-5; 68-22  | 11-9             | 6-20       | 21-18          |       |
| 2015                                                  | Vice-Campeã    | 28–13; 65–3; 33-13; 15–6 | 35-34            | 29-15      |                | 17-34 |

### Três Nações eThe Rugby Championship
Os Seleção Australiana participam anualmente no torneio principal do hemisfério sul. Até 2011 o torneio foi chamado Três Nações Tri Nations contra as seleções sul-africana e  neozelandesa. Desde 2012 foi adicionada a seleção argentina formando o novo torneio The Rugby Championship.
Austrália ganhou o torneio três vezes: a primeira em 2000, a segunda no ano seguinte e a terçeira no 2011.
Resumo Três Nações
| Seleção       | Partidas | Partidas | Partidas | Partidas | Pontos  | Pontos | Pontos    | Pontos bônus | Pontos tabela | Títulos |
| Seleção       | jogos    | vitórias | empates  | derrotas | a favor | contra | diferença | Pontos bônus | Pontos tabela | Títulos |
| ------------- | -------- | -------- | -------- | -------- | ------- | ------ | --------- | ------------ | ------------- | ------- |
| Nova Zelândia | 72       | 50       | 0        | 22       | 1936    | 1395   | +541      | 32           | 232           | 10      |
| Austrália     | 72       | 29       | 1        | 42       | 1490    | 1682   | -192      | 34           | 152           | 3       |
| África do Sul | 72       | 28       | 1        | 43       | 1441    | 1790   | -349      | 24           | 138           | 3       |

Resumo The Rugby Championship
| Seleção       | Partidas | Partidas | Partidas | Partidas | Pontos  | Pontos | Pontos    | Pontos bônus | Pontos tabela | Títulos |
| Seleção       | jogos    | vitórias | empates  | derrotas | a favor | contra | diferença | Pontos bônus | Pontos tabela | Títulos |
| ------------- | -------- | -------- | -------- | -------- | ------- | ------ | --------- | ------------ | ------------- | ------- |
| Nova Zelândia | 27       | 24       | 1        | 2        | 890     | 421    | +469      | 17           | 115           | 4       |
| Austrália     | 27       | 13       | 1        | 13       | 553     | 662    | -109      | 5            | 59            | 1       |
| África do Sul | 27       | 12       | 1        | 14       | 639     | 604    | +35       | 12           | 62            | -       |
| Argentina     | 27       | 3        | 1        | 23       | 466     | 861    | -395      | 9            | 23            | -       |